# 非盟会议中心
非盟会议中心（英語：African Union Conference Center and Office Complex）位于埃塞俄比亚首都亚的斯亚贝巴，是非洲联盟的总部。该建筑物高99.9米，象征着非洲联盟的成立日期，1999年9月9日。截至2013年，它是该城市最高建筑。非盟会议中心作为中国援助非洲重点项目之一，由中華人民共和国政府无偿援助興建，耗資二亿美元。2012年1月28日落成，并作为“礼物”转交非盟管理。
2018年1月，法國媒體披露，非盟会议中心在長達5年時間裡，每天深夜電腦伺服器都會將資料傳送到中國上海，直到2017年1月被發現後，所有電子通訊才加密保護。法國《世界報》引述非洲聯盟消息人士指「電腦伺服器會在深夜零時至2時之間奇怪地啟動」，「四下無人卻是資料傳輸高峰時間」，電腦內所有檔案都被儲藏到8000公里外上海一處伺服器內，期間可能從2012年1月到2017年1月，長達5年。非盟的電腦工程發現後，已另外安裝伺服器，並拒絶中國幫忙配置。如今非盟總部所有的電子通訊都加密保護，不再經由衣索比亞的電信系統。中國駐非盟使團團長鄺偉霖則駁斥此一報導「聳人聽聞、荒誕不經」。非洲聯盟輪值主席盧安達總統卡加美則宣稱對有關情況一無所知，但他覺得「諜報並不是中國人的專長」，「在這個大樓裡並不擔心被人監視」。